# تطويب

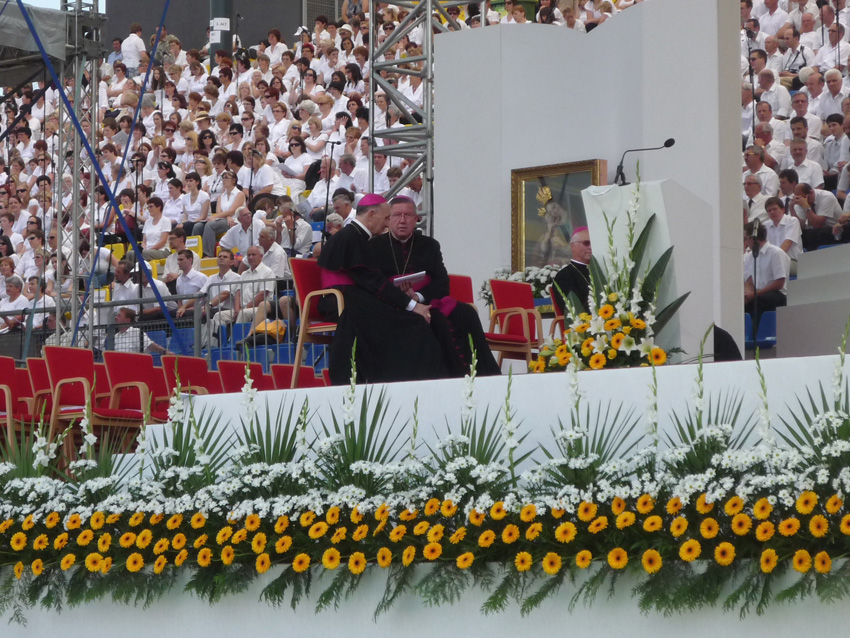

التطويب أو إعلان الطوبى هي المرحلة الثالثة من الخطوات الأربعة لعملية تقديس شخص متوفى، يختاره البابا باسم الكنيسة الكاثوليكية. في العادة يُحتفل بالتطويب في المنطقة التي طلبت تقديس الشخص المتوفى. يطوب الكاهن عندما يحقق معجزة معينة، وتعلن قداسة الطوباوي بعد دعوى جديدة، وتتطلب حصول معجزة أخرى بشفاعته.